# Fehlerfreundlichkeit
Fehlerfreundlichkeit ist ein von Christine von Weizsäcker im Jahre 1977 in die wissenschaftliche Diskussion um die Fehleroffenheit eingeführter Begriff, der 1984 von ihr und ihrem Mann Ernst Ulrich von Weizsäcker in einem Forschungsbeitrag zu evolutionären Vorgängen in der Natur und deren Umgang mit Störungen präzisiert wurde. Der Begriff wird häufig in vereinfachender Weise mit dem Begriff der Fehlertoleranz gleichgesetzt, im Sinne einer bewusst eingeplanten Akzeptanz von unerwünschten, aber doch eintretenden Ereignissen. Der Begriff Fehlerfreundlichkeit wurde ebenfalls in den technischen und wirtschaftlichen Bereich sowie in den Bereich der Mathematikdidaktik aufgenommen.

## Definition
Der Begriff Fehlerfreundlichkeit beschreibt demzufolge normativ, dass Fehler tendenziell positiv aufzufassen seien, ebenso wie die Natur mit vordergründig als Fehler auftauchenden Störungen ‚freundlich‘ umgehe.

„Fehlerfreundlichkeit bedeutet zunächst einmal eine besonders intensive Hinwendung zu und Beschäftigung mit Abweichungen vom erwarteten Lauf der Dinge. Dies ist eine in der belebten Natur überall anzutreffende Art des Umgangs mit der Wirklichkeit und ihren angenehmen und unangenehmen Überraschungen“

Wird Risikobereitschaft als verantwortliches Handeln verstanden, dann ist Fehlerfreundlichkeit eine notwendige Voraussetzung. Nur in fehlerfreundlichen Systemen führen die Auswirkungen risikofreudigen Entscheidens nicht zu unkalkulierbaren Risiken. Dies gilt besonders für Technologien und Tätigkeiten mit besonderen Risiken, zum Beispiel bei großtechnologischen Anlagen und im Arbeitsschutz.